# Голливуд (фильм, 1923)
«Голливуд» (англ. Hollywood) — американская немая комедия 1923 года режиссёра Джеймса Круза. На данный момент считается утерянной. Премьера состоялась 19 августа 1923 года.

## Сюжет
Анджела отправляется в Голливуд, взяв с собой только свою мечту стать кинозвездой и дедушку. Тётя, брат, бабушка и давний бойфренд остаются в Центервилле. Целый день по приезде она стучится в каждую дверь, но к вечеру всё ещё без работы. К её ужасу, вернувшись в гостиницу, Анджела узнает, что дедулю взяли сниматься в кино. В течение нескольких недель он становится звездой. Семейство Анджелы, обеспокоенное тем, что у неё и дедушки проблемы, тоже приезжает в Голливуд. И вскоре тётя, бабушка, брат, бойфренд и даже попугай становятся суперзвёздами. А вот Анджела по-прежнему без работы.

## В ролях
- Хоуп Дроун — Анджела Уитакер
- Люк Косгрейв — Джоэль Уитакер
- Джордж К. Артур — Лем Леффертсs
- Руби Лафайетт — бабушка Уитакер
- Харрис Гордон — доктор Люк Моррисон
- Бесс Флауэрс — Гортензия Тауэрс
- Элинор Лоусон — Маргарет Уитакер
- Кинг Зэни — Гораций Прингл

### В роли самих себя
- Роско «Толстяк» Арбакл
- Гертруда Астор
- Мэри Астор
- Агнес Эйрс
- Бейби Пегги
- Т. Рой Барнс
- Ной Бири
- Уильям Бойд
- Кларенс Бертон
- Оуэн Мур
- Глория Свенсон
- Роберт Кэйн
- Чарльз Чаплин
- Эдит Чапман
- Бетти Компсон
- Анна Нилссон
- Биби Даниелс
- Леатрис Джой
- Джеймс Финлейсон
- Джек Холт
  - Тим Холт (его сын; впервые на экране)